# Agrarraum und Bergbaufolgelandschaft bei Delitzsch
Agrarraum und Bergbaufolgelandschaft bei Delitzsch este o arie protejată (arie de protecție specială avifaunistică — SPA) din Germania întinsă pe o suprafață de 6.407 ha, integral pe uscat.

## Localizare
Centrul sitului Agrarraum und Bergbaufolgelandschaft bei Delitzsch este situat la coordonatele 51°28′55″N 12°18′19″E / 51.4819°N 12.3053°E.

## Înființare
Situl Agrarraum und Bergbaufolgelandschaft bei Delitzsch a fost declarat arie de protecție specială avifaunistică în noiembrie 2006 pentru a proteja 72 de specii de animale.

## Biodiversitate
Situată în ecoregiunea continentală, aria protejată nu include niciun habitat protejat.
La baza desemnării sitului se află mai multe specii protejate de  păsări (72): pescăruș albastru (Alcedo atthis), rață sulițar (Anas acuta), rață lingurar (Anas clypeata), rață mică (Anas crecca crecca), rață fluierătoare (Anas penelope), Anas platyrhynchos platyrhynchos, rață cârâitoare (Anas querquedula), Anas strepera strepera, Anser albifrons albifrons, gâscă cenușie (Anser anser), gâscă cu cioc scurt (Anser brachyrhynchus), gârliță mică (Anser erythropus), gâscă de semănătură (Anser fabalis), fâsă-de-câmp (Anthus campestris), Ardea cinerea cinerea, Ardea purpurea purpurea, rață-cu-cap-castaniu (Aythya ferina), rața moțată (Aythya fuligula), rață roșie (Aythya nyroca), buhai de baltă (Botaurus stellaris stellaris), gâsca cu piept roșu (Branta ruficollis), Bucephala clangula, fugaci de țărm (Calidris alpina), chirighiță neagră (Chlidonias niger), barză albă (Ciconia ciconia ciconia), erete de stuf (Circus aeruginosus), cristeiul de câmp (Crex crex), lebădă de iarnă (Cygnus cygnus), lebădă de vară (Cygnus olor), ciocănitoare neagră (Dryocopus martius), egretă albă (Egretta alba), presură sură (Emberiza calandra), presură de grădină (Emberiza hortulana), șoimul rândunelelor (Falco subbuteo), Fulica atra atra, Gavia arctica arctica, cufundar mic (Gavia stellata), Grus grus grus, codalb (Haliaeetus albicilla), capîntortură (Jynx torquilla), sfrâncioc roșiatic (Lanius collurio), sfrâncioc mare (Lanius excubitor excubitor), Larus argentatus, pescăruș argintiu (Larus cachinnans), pescăruș sur (Larus canus), pescăruș-cu-cap-negru (Larus melanocephalus), Larus michahellis, pescăruș mic (Larus minutus), pescăruș râzător (Larus ridibundus), ciocârlie de pădure (Lullula arborea), Luscinia svecica cyanecula, Melanitta fusca fusca, ferestraș mic (Mergus albellus), Mergus merganser merganser, gaia neagră (Milvus migrans), gaia roșie (Milvus milvus), rață cu ciuf (Netta rufina), pietrar sur (Oenanthe oenanthe), viespar (Pernis apivorus), cormoran mare (Phalacrocorax carbo carbo), bătăuș (Philomachus pugnax), ploier auriu (Pluvialis apricaria), Podiceps auritus auritus, Podiceps cristatus cristatus, Podiceps grisegena grisegena, Podiceps nigricollis nigricollis, mărăcinar (Saxicola rubetra), silvie porumbacă (Sylvia nisoria), Tachybaptus ruficollis ruficollis, fluierar de mlaștină (Tringa glareola), pupăză (Upupa epops), nagâț (Vanellus vanellus).
Pe lângă speciile protejate, pe teritoriul sitului au mai fost identificate 2 specii de păsări.